# وسخود (شهرداری یالتا)
وسخود (به لاتین: Voskhod) یک منطقهٔ مسکونی در اوکراین است که در شبه‌جزیره کریمه واقع شده‌است. وسخود ۱٫۰۰۵ کیلومتر مربع مساحت و ۴۶۶ نفر جمعیت دارد و ۲۲۹ متر بالاتر از سطح دریا واقع شده‌است.